# Cyllopsis gemma
Espèce
Cyllopsis gemma est un lépidoptère appartenant à la famille des Nymphalidae, à la sous-famille des Satyrinae et au genre  Cyllopsis.

## Dénomination
Il a été nommé Cyllopsis gemma par Jakob Hübner en  1808.
Synonyme :Oreas gemma Hübner, 1808; Euptychia gemma ; Godman et Salvin, [1881].

### Noms vernaculaires
Cyllopsis gemma se nomme Gemmed Satyr en anglais.

### Sous-espèce
- Cyllopsis gemma gemma
- Cyllopsis gemma freemani (Stallings et Turner, 1947) présent au Texas[1].

## Description
Ce papillon de taille moyenne (d'une envergure variant de 35 à 43 mm) présente un dessus de couleur beige foncé uni.
Le revers de l'aile postérieure est orné d'une ligne submarginale de quatre ocelles noirs pupillés d'argent.

## Biologie

### Période de vol et hivernation
Il hiverne au stade de chenille.
L'imago vole toute l'année dans le sud de sa zone de répartition et de mars à octobre en trois générations plus au nord,.

### Plantes hôtes
Les plantes hôte de sa chenille sont des Poaceae(Cynodon dactylon).

## Écologie et distribution
Il est présent en Amérique du Nord dans le sud-est des USA, du centre de l'Oklahoma et du sud-est du Texas à la côte atlantique de la Virginie à la Floride et au Mexique,.

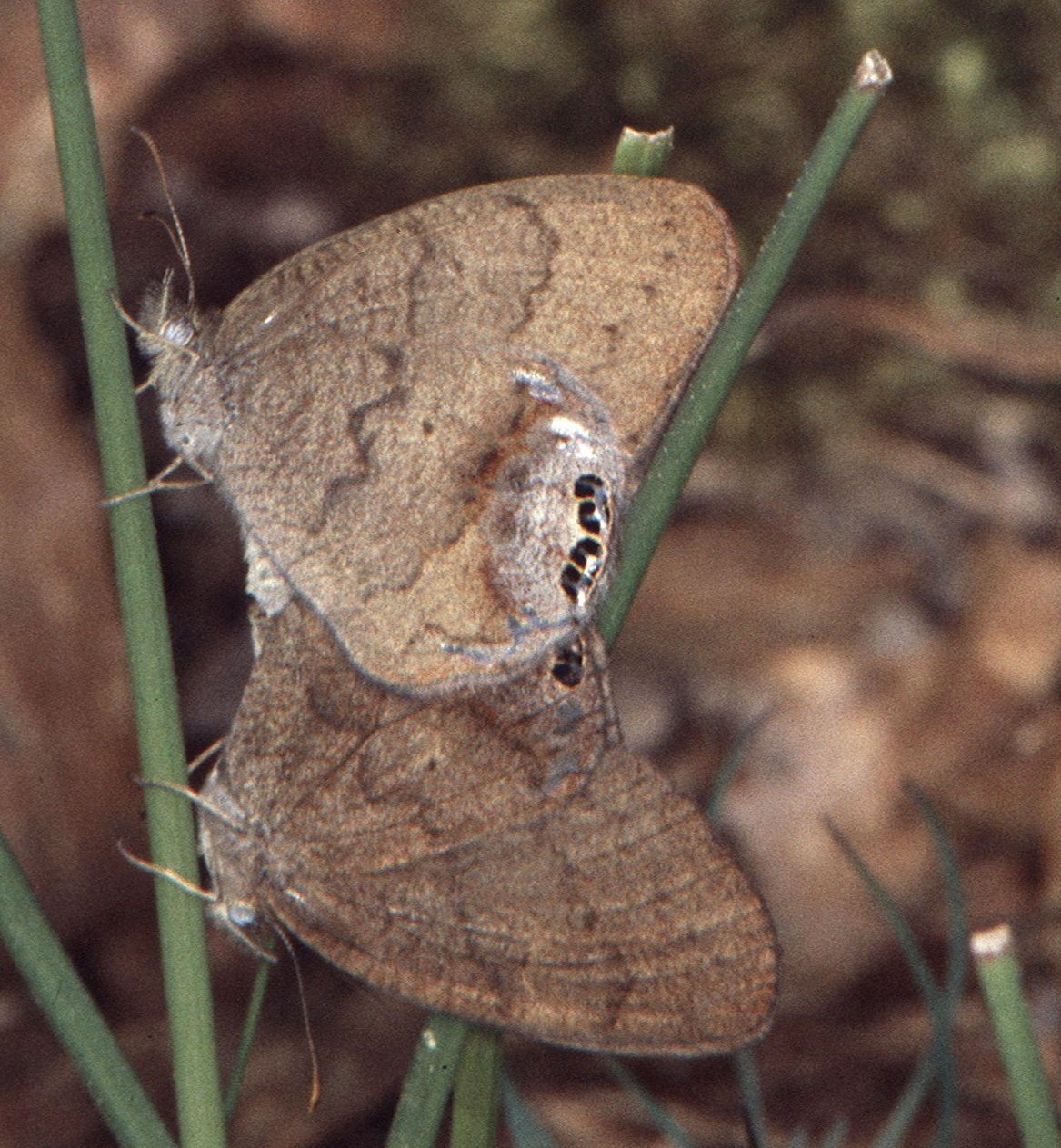
Cyllopsis gemma

### Biotope
Il réside dans des zones ouvertes proches de l'eau.

### Protection
Pas de statut de protection particulier.